# Heliolonche defasciata
Heliolonche defasciata är en fjärilsart som beskrevs av Benjamin 1936. Heliolonche defasciata ingår i släktet Heliolonche och familjen nattflyn. Inga underarter finns listade i Catalogue of Life.